# УСК (Станиславів)
Український Спортовий Клуб Станиславів або скорочено УСК (пол. Ukraiński Sportowy Klub Stanisławów) — футбольний клуб, заснований 1934 року в Станиславові (нині Івано-Франківськ, Україна) українською громадою міста.

## Хронологія назв
- 1934—1937: УСК Станиславів (пол. USK Stanisławów)

## Історія
Футбольна команда УСК була створена в 1934 році, як окрема секція однойменної української спортивної формації з міста Станиславова. Ініціаторами організації нового клубу виступили колишні спортсмени станиславівського «Пролому» Я. Попель і Т. Ліськевич. Закономірно, що чимало футболістів основного та резервного складів саме цієї дружини сформували  в подальшому фундамент новоствореного колективу.   
У ході своєї історії футбольна дружина УСК змагалася виключно в турнірах, які проходили під егідою крайового Українського Спортового Союзу. Дебютувавши в чемпіонаті 1934 року, команда посіла 2-е місце в першій групі Станиславівського округи. Наступний сезон 1935-го став найуспішнішим в короткій біографії УСК. Його футболісти у запеклій боротьбі вибороли першість в окружному турнірі серед семи українських дружин. Далі на команду очікували фінальні змагання крайової зони «Схід». Несподівано на вирішальні матчі з УСК в Станиславів з’явився тільки один суперник – коломийський «Сокіл». Цей факт певним чином розслабив господарів турніру, які ще зазделегідь до виходу на футбольне поле побачили себе переможцями двобою. Як наслідок, УСК поступився у фінальному матчі коломиянам з мінімальним рахунком 0:1.
З огляду на відсутність належної організації наступних першостей Українського Спортового Союзу в 1936-1937 роках та відходом з команди частини основних виконавців, активність футбольного УСК на даному етапі пішла різко на спад.
Влітку 1937 року польська влада за антидержавну політику ліквідувала Український Спортовий Союз. Автоматично припинили свою діяльність багато крайових спортивних товариств і клубів, які входили у спілку, включно зі станиславівським УСК. 

## Досягнення
Чемпіонат Українського Спортового Союзу
- Чемпіон Станиславівської округи : 1935
- Віце-чемпіон крайової зони «Схід» : 1935

## Відомі гравці
- Богдан Каратницький
- Ярема Попель
- Тарас-Мирослав Ліськевич